# Maarten van der Weijden
Maarten van der Weijden (Alkmaar, 31 de março de 1981) é um nadador holandês especialista em maratonas aquáticas. Conquistou diversos títulos nacionais antes de descobrir que era portador de leucemia, em 2001. Dois anos depois, com o câncer vencido, ele retomou a carreira.
Em 2008, venceu as provas de 5 km e 25 km do Mundial de Águas Abertas de Sevilha. Três meses depois, se tornou o primeiro campeão da maratona aquática, mesmo não sendo um dos favoritos da prova.